# Lături
Lătura este mâncare înmuiată în apă cu care se hrănesc porcii.
Termenul este folosit și la modul peiorativ pentru a desemna o mâncare de slabă calitate, care nu poate fi consumată.